# Xylaria anisopleura
Xylaria anisopleura är en svampart som först beskrevs av Jean François Montagne, och fick sitt nu gällande namn av Elias Fries 1851. Xylaria anisopleura ingår i släktet Xylaria och familjen kolkärnsvampar.   Inga underarter finns listade i Catalogue of Life.